# 教仁法親王
教仁法親王（1819年6月19日—1853年1月18日），俗名弘保，幼名建宮，是日本江戶時代後期的法親王，生父母是閑院宮孝仁親王及鷹司吉子，閑院宮愛仁親王的同母弟。

## 經歷
建宮最初於文政二年（1819年）十二月十五日繼承妙法院門跡，十天後成為光格天皇的養子。文政十三年（1830年）八月接受親王宣下，賜名弘保，同年十月出家，法號教仁，至嘉永四年（1815年）八月敘一品。同時，他在天保十二年（1841年）四月到嘉永五年（1852年）十一月兩度擔任天台座主。
教仁法親王於辭任天台座主次月去世，院號寶莊嚴院，葬在法住寺。